# Fußballclub Rumeln 2001 Duisburg e.V.
O FCR 2001 Duisburg é uma equipe alemã de futebol feminino.

## Títulos
- Campeonato Alemão - 2000
- Copa da Alemanha - 1998

## Principais jogadoras
- Simone Laudehr
- Fatmire Bajramaj
- Renate Lingor